# Ilo (miasto)
Ilo − miasto w południowo-wschodnim Peru, stolica prowincji Ilo w regionie Moquegua. Usytuowane jest wzdłuż Oceanu Spokojnego, na północny wschód od rzeki Río Osmore. Jest ważnym portem wodnym dla handlu i transportu. Znajduje się tu również port lotniczy Ilo.
Z punktu widzenia Kościoła katolickiego jest częścią diecezji Tacna i Moquegua, które z kolei należy do archidiecezji Arequipa.

## Gospodarka
W mieście znajduje się pierwszy w kraju zakład przetwarzania miedzi, który prowadzony jest przez Southern Copper Corporation.